# La Vie du Lutin
 (octobre 2023).
Si vous disposez d'ouvrages ou d'articles de référence ou si vous connaissez des sites web de qualité traitant du thème abordé ici, merci de compléter l'article en donnant les références utiles à sa vérifiabilité et en les liant à la section « Notes et références ».
La Vie du Lutin est le journal d'un gamin de 8 ans, Victor, gribouillant son quotidien et ses petites « blagounettes » sous forme dessinée. Des dessins assez naïfs, bourrés de fautes d'orthographe sur des cahiers d'écolier.
L'auteur Allan Barte a choisi le blog comme support (2005). Très vite, la rumeur court : le blog serait tenu par l'auteur de bande dessinée Lewis Trondheim. Dix jours plus tard[Quand ?], Allan reçoit un mail du fameux dessinateur lui annonçant son désir de le publier.[réf. nécessaire] À son tour, le magazine Spirou le contacte et c'est le début du succès[Quoi ?].
Le premier album, Le Journal du lutin par Victor, est sorti en avril 2006 et un second en 2007.